# Mani Beckmann
Mani Beckmann (* 26. Dezember 1965 in Alstätte/Westfalen) ist ein deutscher Schriftsteller und Autor von Kriminalromanen, Drehbüchern und historischen Romanen.

## Leben
In den Jahren 1983–1986 war Mani Beckmann als Gitarrist Mitglied der Punk-Band Brigade Fozzy; in dieser Zeit erschienen zwei Singles der Band auf dem eigenen Label „Punk Anderson Records“. Nach Abitur und Zivildienst begann er 1986 ein Studium der Film- & Fernsehwissenschaft und Publizistik an der Freien Universität Berlin, das er als Magister Artium abschloss. Während dieser Zeit arbeitete er bereits seit 1988 als freier Journalist und Filmkritiker (u. a. für die Berliner Zeitschriften Zitty und tip).
Im Jahr 1995 wurde Beckmann Drehbuchlektor der Abteilung Fernsehfilm des WDR und nahm mit seinem Drehbuch „Tot und Mordschlag“ an der ersten Master School Drehbuch des Filmboard Berlin Brandenburg teil (1999 verfilmt unter dem Titel „Recycled“). Bereits 1994 begann Beckmann mit dem Schreiben von Kriminal- und historischen Romanen.  Er ist Mitglied im Verband deutscher Schriftsteller (VS). Seit dem Jahr 2009 veröffentlicht er seine Romane unter dem Pseudonym Tom Finnek.
Mani Beckmann ist verheiratet und Vater zweier Söhne. Er lebt in Berlin.

## Werke

### Romane
- Die Kette, Kriminalroman (Das Neue Berlin 1994) ISBN 3-359-00691-7
- Tabu, Kriminalroman (Klein & Blechinger 1997) ISBN 3-927658-54-5
- Sodom und Gomera, Kriminalroman (Bastei Lübbe 1999, Zech 2009) ISBN 978-84-934857-7-1, tschech. Übersetzung: Sodoma & Gomera (Moba 2002)
- Moorteufel, Historischer Roman (Bastei Lübbe 1999, Weltbild 2007) ISBN 978-3-404-14272-9
- Tödliche Vergangenheit, Kriminalroman (be.bra 2001) ISBN 3-89809-008-6
- Die Kapelle im Moor, Historischer Roman (Bastei Lübbe 2002) ISBN 3-404-14797-9, niederl. Übersetzung: De kapel in het veen (UTM 2015)
- Filmriss, Kriminalroman (be.bra 2003) ISBN 3-89809-020-5
- Teufelsmühle, Historischer Roman (Bastei Lübbe 2006) ISBN 978-3-404-15538-5

Unter dem Pseudonym Tom Finnek:
- Unter der Asche, Historischer Roman (Ehrenwirth Lübbe 2009, Bastei Lübbe 2011) ISBN 978-3-404-16051-8
- Gegen alle Zeit, Historischer Roman (Ehrenwirth Lübbe 2011, Bastei Lübbe 2013) ISBN 978-3-4310-3843-9
- Vor dem Abgrund, Historischer Roman (Lübbe Hardcover 2013, Bastei Lübbe 2015) ISBN 978-3-404-17192-7
- Tabu, Kriminalroman (CreateSpace Independent Publishing 2015) ISBN 978-1-5195-8252-2
- Galgenhügel, Kriminalroman (beThrilled/Bastei Lübbe 2017) ISBN 978-3-7413-0079-0
- Totenbauer, Kriminalroman (beThrilled/Bastei Lübbe 2018) ISBN 978-3-7413-0090-5
- Schuldacker, Kriminalroman (beThrilled/Bastei Lübbe 2019) ISBN 978-3-7413-0110-0
- Rauchland, Kriminalroman (beThrilled/Bastei Lübbe 2020) ISBN 978-3-7413-0179-7
- Totensang, Kriminalroman (beThrilled/Bastei Lübbe 2021) ISBN 978-3-7413-0231-2
- Finsterbusch, Kriminalroman (beThrilled/Bastei Lübbe 2021) ISBN 978-3-7413-0272-5
- Schattenbruch, Kriminalroman (beThrilled/Bastei Lübbe 2023) ISBN 978-3-7413-0350-0

### Beiträge zu Anthologien und Gemeinschaftsromanen
- Arithmetik, Erzählung in: Alte Götter sterben nicht, Unheimliche Geschichten (Scherz 2002) ISBN 3-502-51876-9
- Die sieben Häupter, Gemeinschaftsroman von 12 Autoren  (Aufbau 2004) ISBN 3-7466-2077-5
- Der zwölfte Tag, Gemeinschaftsroman von 12 Autoren (Aufbau 2006) ISBN 978-3-7466-2213-2
- Der goldene Hahn, Erzählung in: Geschichte & Geschichten Zum goldenen Hahn: !Berliner Eck-Kneipe!, ?Unesco-Weltkulturerbe? (Karin Kramer Verlag 2007) ISBN 978-3879563227
- Der Filmkritiker, Erzählung in: Die schrägsten Berliner Zehn-Minuten-Geschichten (Jaron 2013) ISBN 978-3-89773-726-6
- Hahnenkampf, Erzählung in: Schwarzbuch Kreuzberg (Karin Kramer Verlag 2014) ISBN 978-3-87956-378-4

### Drehbücher
- Recycled (1999, gemeinsam mit Matthias Dinter und Maria von Heland)